# Свет (Тамбовская область)
Свет — упраздненный посёлок в Моршанском районе Тамбовской области России. На момент упразднения входила в состав Серповского сельсовета. Исключена из учётных данных в 2003 году.

## География
Посёлок находился в северной части области, на окраине леса, в пределах Окско-Донской низменной равнины, в правобережье долины реки Цна, на расстоянии примерно 20 километра (по прямой) к северо-востоку от города Моршанска, административного центра района.

### Климат
Климат умеренно континентальный, относительно сухой, с холодной продолжительной зимой и тёплым летом. Средняя температура воздуха самого холодного месяца (января) — −11,3 °C (абсолютный минимум — −43 °C); самого тёплого месяца (июля) — 19,7 °C (абсолютный максимум — 39 °С). Период с положительной температурой выше 10 °C длится 145 дней. Среднегодовое количество атмосферных осадков составляет около 547 мм. Продолжительность залегания снежного покрова составляет в среднем 138 дней.

## История
Постановлением Думы Тамбовской области от 26 февраля 2003 года № 404 посёлок Свет исключен из учётных данных.

## Население
Согласно результатам переписи 2002 года, в посёлке отсутствовало постоянное население